# Wall Ferraz
Wall Ferraz é um município brasileiro do estado do Piauí. Localiza-se a uma latitude 07º13'58" sul e a uma longitude 41º54'36" oeste, estando a uma altitude de 160 metros. Sua população estimada em 2004 era de 4 130 habitantes.
Possui uma área de 273,29 km².

## Lista de ex-prefeitos
- Joaquim Rufino da Silva Neto
- Rubem Nunes Martins
- Adilson Moura Pinheiro de Araujo